# De Dief en de Magiër: Verloren
De Dief en de Magiër: Verloren is het tweede deel in de fantasy-serie voor kinderen geschreven door de Amerikaanse schrijfster Sarah Prineas, die in 2008 debuteerde met De Dief en de Magiër, het eerste deel in een trilogie over een jonge dief die de leerling wordt van de oude tovenaar Nimmeral. Net zoals het voorgaande deel werd Verloren gepubliceerd door HarperCollins en geïllustreerd door Antonio Javier Caparo.

## Begin
Prineas begon met het eerste deel in haar trilogie na het schrijven van het eerste hoofdstuk van De Dief en de Magiër voor Cricket, een literair magazine voor jong volwassenen. Toen ze eenmaal besefte dat de personages meer te vertellen hadden, besloot ze een volledig boek te schrijven over haar jonge tovenaarsdief. Het duurde niet lang of de Dief en de Magiër werd een trilogie.

## Plot
Nadat Rafaël in het eerste deel de magie van Wellekom heeft bevrijd uit de klauwen van Onderheer Kraay, probeert Rafaël meer te weten te komen over de kracht die men magie noemt. Wellekom is namelijk opnieuw in gevaar; Rafi komt oog in oog te staan met een oppermachtige tovenaar die een duivels spelletje met hem speelt die zelfs Rafi's levendige voorstellingsvermogen te boven gaat...